# Epiceno
Si chiama epiceno un sostantivo che non distingue il genere di un soggetto, usando la stessa forma indipendentemente dal genere grammaticale del sostantivo stesso. Un epiceno può riferirsi infatti a esseri animati di sesso sia maschile che femminile, a differenza dei sostantivi comuni che, per quanto riguarda il genere, ammettono entrambe le forme.
Esempi di sostantivi epiceni della lingua italiana sono: gorilla, aquila, persona, individuo, vittima, soggetto, personaggio, eccetera. Mentre gli epiceni non ammettono il cambio di genere grammaticale (ad esempio "la persona" e non "il persona"), i sostantivi comuni ammettono entrambe le forme di genere grammaticale (ad esempio: il dentista, la dentista).

## Etimologia
Il termine epiceno viene del greco ἐπίκοινος, epíkoinos, «comune».

## Uso grammaticale
Nel caso in cui è necessario distinguere il sesso, questo si può rendere esplicito aggiungendo i termini «maschio» o «femmina»: ad esempio, "gorilla maschio" / "gorilla femmina". Questo ricorso non si utilizza con termini riferiti a persone: in questo caso devono sostituirsi dei termini che esplicitano il sesso tramite l'apposizione di altri termini, o con l'uso di perifrasi: ad esempio, "quella persona, una donna di 47 anni [...]"; "l'unica vittima, che è risultata essere un uomo di origine italiana [...]".